# 石文器
石文器（？—？），字伯重，號玉完，江西建昌府瀘溪縣（今資溪縣）人，明朝政治人物，同進士出身。

## 生平
万历三十七年（1609年）己酉以選貢中順天府鄉試，四十一年（1613年）癸丑科成进士，授廣東曲江縣知縣，當地多盗，文器戢遊博，絶主藏，盗皆徙。大水暴至，田廬壞，官廪粟皆湿。文器不待上報，盡發之以赈民，民大悦。以擅發被劾，降安慶府经历，攝太湖县令四十八日，政聲茂著，民立生祠祀之。同考辛酉科（1621年）湖廣鄉試，同年遷永平府司理，天啓四年（1624年）丁外艱，補建寧府。擢大理寺左寺副，轉右寺正，參与定魏忠贤等諸阉党逆案，得其平。崇禎二年己巳（1629年），清兵入寇，都城戒严，有旨斂兵入城，以待援师。文器疏言斂兵城内十不便，請簡精锐，棋布城外，鼓其愾怒，以与勤王师合，神臂飛駁之威有所施，反間潜伏之计有所用。于谦用石亨、洪彪于城外，而社稷固于苞桑，此已然之明驗也。未幾，袁崇焕復以入城休兵为言，帝遂下崇焕于理。河間府缺守，以畿南重地，擢文器为知府。文器濬壕治械，日夜以盗为事。盗發濬縣，巡撫遣兵備道往捕，兵備怯，許盗自首，盗益恣馳突，城闉莫敢問。文器掩捕盗魁，尸諸市，盗稍逸去。孔游擊叛，文器授计營将，伏兵潜伺，毙贼五十余人，生俘倍之，贼遂奔山東，破一郡七邑。静海縣令是巡撫私人也，役民夫而中飽千金，直文器劾之，巡撫怒，劾文器設守擅殺，罪坐戍。久之，得放，便已经國變，素服哀號，卒年七十九。所著《翠筠亭集》行于世。吴桥范景文为之序，临川揭重熙表其墓。

## 家族
始祖石景周，自南昌徒家泸溪之杜蓝，是为杜蓝石氏。传至凤冈，是为公祖。生德高、德盛、德普，德盛是为公父。娶會氏，是为公母。公父以公贵，赠儒林郎大理寺左寺副，母赠安人。